# Warrington
Pour les articles homonymes, voir Warrington.
 (mars 2015).
Le contenu est difficilement compréhensible vu les erreurs de traduction, qui sont peut-être dues à l'utilisation d'un logiciel de traduction automatique.
 (décembre 2018).
Si vous disposez d'ouvrages ou d'articles de référence ou si vous connaissez des sites web de qualité traitant du thème abordé ici, merci de compléter l'article en donnant les références utiles à sa vérifiabilité et en les liant à la section « Notes et références ».
Warrington est un territoire relevant d’une autorité locale unique disposant du statut de borough (titré de Borough of Warrington) situé dans le nord-ouest de l'Angleterre. 
Son histoire remonte à la période romaine, et Warrington a été un lieu de passage important de la Mersey depuis le moyen âge.
Warrington a fait traditionnellement partie du Lancashire, a été rattachée au comté de Cheshire de 1974 à 1998. Depuis le 1er avril 1998, c'est un district administratif indépendant. Au dernier recensement (2017), la population de l'aire urbaine de Warrington était de 210 000 habitants (environ 85 000 hab. pour la seule ville de Warrington).
C'est la principale ville entre Manchester et Liverpool. 

## Histoire de la ville

### Histoire ancienne

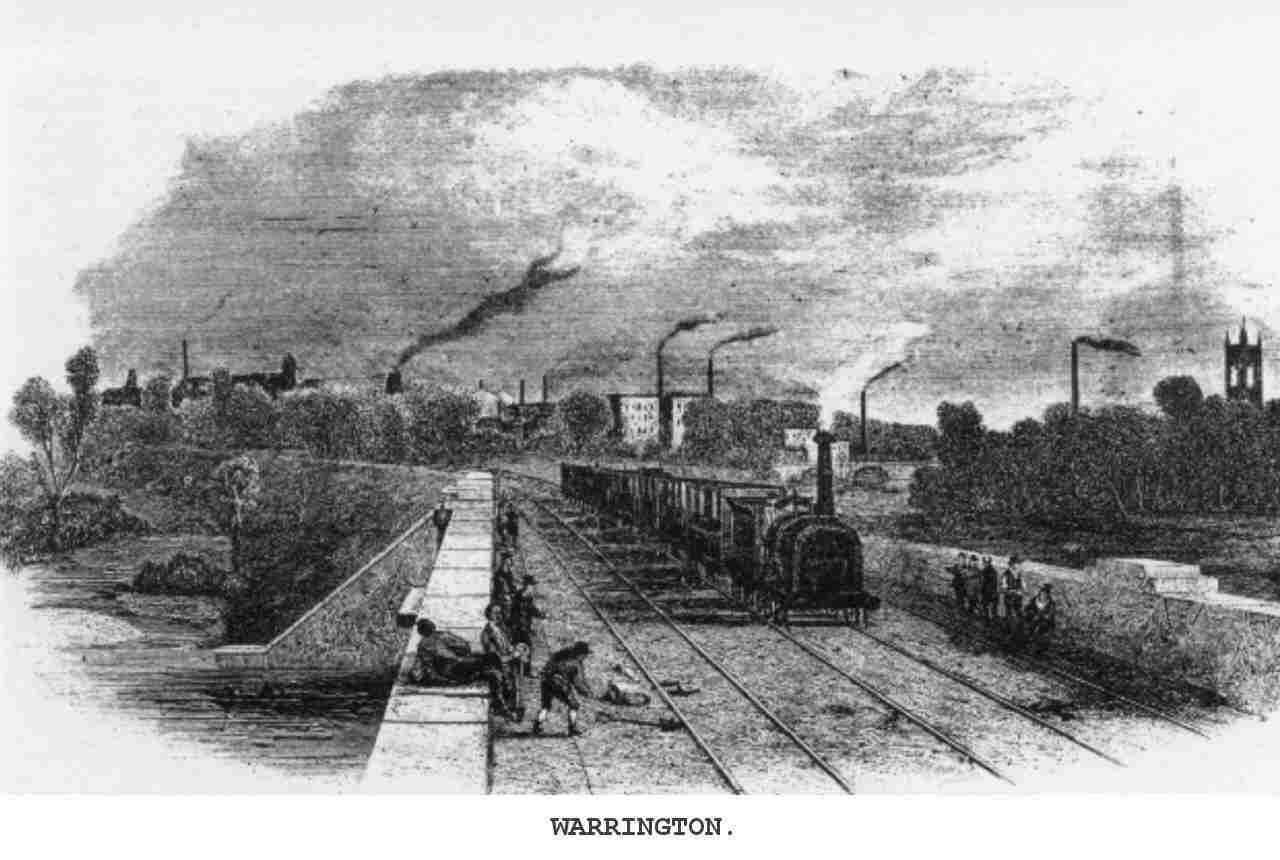
Warrington à l'avènement du chemin de fer en 1851.

Durant la période romaine, Warrington fut un petit centre industriel, fondé à l'embouchure de la Mersey, comme étape pour les soldats romains sur la route de Deva (Chester moderne). Quelques restes en témoignent à Wilderspool. 
Au Moyen Âge, Warrington eut de l'importance en tant que point de passage de la Mersey, et fut un point d'appui dans la guerre civile anglaise. Les armées d'Oliver Cromwell et du Duc de Derby séjournèrent près du vieux centre-ville (dans le secteur de l'église paroissiale), où l'on trouve la résidence de Cromwell (maintenant un restaurant), et la taverne du marquis de Granby. Les bosselures dans les murs de l'église de paroisse ont soi-disant été provoquées par les canons utilisés durant la guerre civile anglaise. 
Le lieu de passage de la Mersey à Warrington fut essentiel à la croissance future de la ville. L'auberge Red Lion dans Bridge Street est un exemple de bâtiment construit exclusivement pour les personnes utilisant le pont. 
Vers 1890, elle acquiert le statut de ville de comté. La population atteint 75 000 habitants. La ville devient un centre industriel : acier, textile, chimie, travail du cuir, brasseries, productions de câbles électriques.

### Histoire moderne
La Seconde Guerre mondiale emplit la ville de soldats américains rattachés à la base de la R.A.F à Burtonwood. Cela entraîna de nombreux mariages : « jeunes mariées de G.I ». La piste est convertie en autoroute (M62), puis clôturée en 1993, et désormais convertie en parc d'affaires « Omega ». Warrington fut célèbre grâce à sa base de Burtonwood RAF, l'une des plus grandes bases de la RAF en Angleterre. Pendant la guerre, Burtonwood reçut la visite de célébrités comme Humphrey Bogart et Bob Hope, venus amuser les troupes.
L'industrie lourde a diminué dans les années 1970 et 1980, mais la croissance urbaine autour de Warrington a suscité une forte augmentation de l'emploi dans l'industrie, la distribution et la technologie légère.
Le 20 mars 1993, l'IRA provisoire fait exploser deux bombes dans le centre-ville de Warrington. Les explosions tuent deux enfants : Johnathan Ball (3 ans), tué immédiatement, et Tim Parry (12 ans), décédé cinq jours plus tard à l'hôpital. Ces décès provoquent une vague d'indignation contre l'IRA. Cette explosion suit de quelques semaines une attaque avortée contre un dépôt de carburant à Warrington. Le père de Tim Parry fonde le centre de paix (autrefois Tim Parry Jonathan Ball Peace Centre) en vue de tenter une réconciliation entre les communautés en conflit. Le centre ouvre en 2000, à l'occasion du septième anniversaire de l'explosion.

## Géographie
La ville se trouve à équidistance (32 km) entre Liverpool à l'ouest et Manchester à l'est et elle a été désignée comme ville nouvelle en 1968. 

### Politique
Warrington est connue dans l'histoire politique pour être la ville à avoir élu le premier candidat de l'alliance SDP-Libérale récemment formée. L'ancien ministre de l'intérieur Roy Jenkins représente le MP en 1981, mais perd le poste au profit de Doug Hoyle, défaite due à une faible participation des électeurs.

## Économie
Warrington a un centre commercial (place d'or) construit dans les années 70, avec une gare routière jointe. Le mail doit être prolongé, et une nouvelle gare routière ouvre à l'été 2006. Il y a un marché d'intérieur. Le vieux moulin de textile de Cockhedge est converti en un autre centre commercial avec un grand supermarché et beaucoup de petites boutiques. Les rues principales d'achats sont Buttermrket Street, Horsemarket Street, Sankey Street et Bridge Street. Là où ces 4 rues se réunissent il y a une reconstruction moderne attrayante avec des « skittles » et une grande fontaine. Dans les faubourgs modernes environnantes il y a plusieurs zones d'atelier de petits groupes de magasins aux mails tels que le mail de Birchwood et le mail du Culcheth qui s'appelle CPS.

## Culture

### Les arts et le divertissement
Warrington dispose d'un théâtre (le parr Hall), un nouveau centre d'arts (la pyramide), un musée et une bibliothèque publique (la première bibliothèque subventionnée par l'État au Royaume-Uni), et des bains publics de l'ère victorienne (fermés en juillet 2003, au futur incertain). Il y a un cinéma situé à Westbrook (en) et un autre dans le centre-ville en redéveloppement. Il y a plusieurs parcs et de nombreuses réserves naturelles. On retrouve également un bowling sur Winwick Quay et un terrain de paintball en intérieur. Un circuit de kart en intérieur est localisé près de Bank Quay.

### Les bâtiments
Les bâtiments les plus intéressants sont l'hôtel de ville, autrefois Hall, l'académie, la supposée « petite maison Cromwell » (XVIIe siècle), et l'église de paroisse du XIVe siècle, et la rue Elphin, en grande partie une reconstruction de Victorian, avec son spire 280-foot. Les lignes impressionnantes de l'entrepôt ferroviaire de Cheshire sont actuellement en état désastreux, mais reconstructible.

### Les monuments
Les monuments marquants de la ville sont :
- La centrale électrique Fiddlers Ferry
- La statue d'Alice (l'auteur, Lewis Carroll (Charles Dodgson), est originaire de Commerates, dans le Daresbury voisin), située dans le centre commercial « Place d'Or » ou en anglais Golden Square Shopping Centre
- La vieille porte du marché.

## Transports
La ville est proche des autoroutes M62, M6 et M56 et à mi-chemin entre les aéroports de Liverpool et de Manchester.

### Les trains
La ville a deux gares, Bank Quay sur le trajet de la ligne de Londres à Glasgow, et Central sur la ligne de Liverpool Lime Street -Widnes-Manchester Piccadilly, le Pays de Galles par Chester et l'itinéraire de Transpennine à Sheffield, York et la côte de l'est par Manchester. Il y a les stations régionales dans les faubourgs environnants, à Padgate, Sankey et Birchwood (sur la ligne entre Warrington Central et Manchester Picadilly).

### L'autobus
Les transports municipaux de Warrington font fonctionner la plupart des services d'autobus dans la ville, le First group et arriva pour la nord-ouest d'Angleterre fournissent des liens d'autobus aux villes et aux villes environnantes telles qu'Altrincham, Manchester, le centre de Trafford, Liverpool, Runcorn, Leigh, Northwich, Knutsford et Chester. Un nouveau système d'information en temps réel de passager (pour les services par TMdW) a été maintenant installé mais dans quelques secteurs (particulièrement dans les zones externes) il reste à activer.

### Les transports fluviaux
Le canal maritime de Manchester (Manchester Ship Canal) fonctionne par le cœur de la ville le divisant en deux (Le sud (le demi plus belle) et le nord (le demi avec la plupart d'HLMs et les banlieues municipales) et le canal de Bridgewater (Bridgewater Canal) fonctionne du village scénique de Lymm à travers aux jardins de Walton Lea (Walton Lea Gardens, un secteur local de park/lesiure.

### Le pont transbordeur

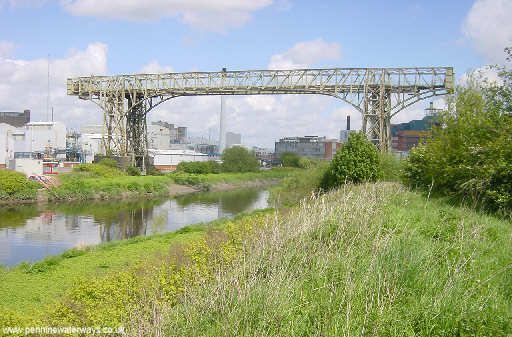
Le pont transbordeur de Warrington, toujours debout, mais désaffecté.

Le pont transbordeur de Warrington est un pont industriel privé construit en 1916. Il enjambe la  Mersey et servait à relier les zones industrielles situées sur les deux rives. Il est bien conservé, mais n'est plus en usage depuis 1960.

## Sports
Le club local de rugby à XIII est Warrington  Wolves, fondé en 1879 et surnommé « The Wolves », et qui évolue en Super League. Le club dispute ses rencontres au Halliwell Jones Stadium depuis 2003. Il s'agit d'un des clubs les plus prestigieux d'Angleterre de par son palmarès.

## Personnalités liées à la ville
- Arthur Aikin (1773-1854), chimiste, minéralogiste et écrivain scientifique, y est né ;
- Anna Blackburne (1726-1793), naturaliste, y est née et y est morte ;
- Rebekah Brooks (1968-), journaliste, y est née ;
- Ian Brown (1963-), chanteur du groupe rock influent The Stone Roses, y est né ;
- Tim Curry (1946-), acteur et chanteur, y est né ;
- Bob Fulton (1947-2021), joueur, entraîneur et commentateur de rugby à XIII australien, considéré comme l'un des meilleurs centres de rugby à XIII de l'histoire, y est né ;
- Sue Johnston (1943-), actrice, y est née ;
- Tommy Lawrence (1940-2018), footballeur écossais, qui évoluait au poste de gardien de but à Liverpool et en équipe d'Écosse, y est mort ;
- Jesse Lingard (1992-), footballeur international anglais, y est né ;
- Helen Newlove, baronne Newlove de Warrington (1961-), y est née et y milite pour faire de la ville un endroit plus sûr et meilleur pour vivre et pour améliorer les installations et les opportunités pour les enfants grâce à l'éducation et aux compétences de vie pour le meilleur des communautés
- Bob Shaw (1931-1996), écrivain britannique, auteur de romans de science-fiction, y est né ;
- David Strettle (1983-), joueur international anglais de rugby à XV, y est né ;
- Polly Walker (1966-), actrice, y est née ;
- Brianna Ghey (2006-2023), fille transgenre assassinée

## Articles connexes

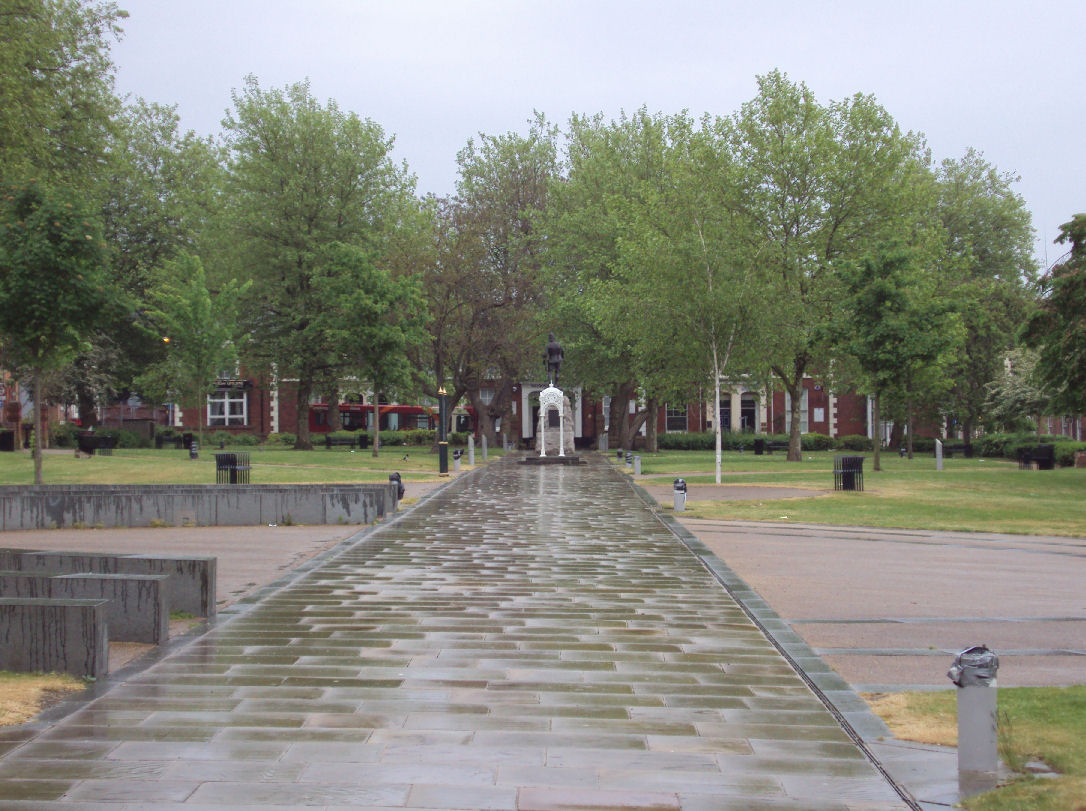
Palmyra Square, Warrington

## Jumelage
- Hronov (Tchéquie)

### Les secteurs de la zone externe
- Appleton
- Appleton Thorn
- Birchwood
- Broomedge (près de Lymm)
- Burtonwood
- Collins Green (près de Burtonwood)
- Culcheth
- Cuerdly Cross (près de Widnes mais en l'aire municipale de Warrington)
- Croft (près de Culcheth)
- Fowley Common
- Grappenhall
- Gorse Covert (près de Birchwood)
- Hatton (près de Appleton)
- Higher Walton
- Latchford
- Lately Common
- Lower Stretton
- Locking Stumps (près de Birchwood)
- Lymm
- New Lane End
- Stockton Heath
- Thelwall
- Twiss Green
- Winwick

### Les secteurs de la zone interne
- Bewsey
- Bruche
- Dallam
- Doe Green
- Fearnhead
- Great Sankey
- Martinscroft
- Orford (en)
- Padgate
- Penketh
- Stretton
- Warrington
- Westy
- Woolston